# 东方行军蚁
东方行军蚁（学名：Dorylus orientalis）是亚洲的一种行军蚁，属于行军蚁亚科之下的行军蚁属。
该物种分布于孟加拉国、印度、缅甸、尼泊尔、斯里兰卡、泰国、越南、中国大陆和婆罗洲。  
东方行军蚁有两种形态各异的工蚁，但目前对于这方面的研究仍然不够深入。 

## 亚种
- Dorylus orientalis obscuriceps Santschi, 1920
- Dorylus orientalis orientalis Westwood, 1835